# Maximus Air Cargo
Maximus Air Cargo je emiratski teretni avio prijevoznik. Tvrtka je osnovana 2005. godine a sjedište i hub joj je zračna luka Abu Dhabi. Maximus Air Cargo posluje u kooperaciji s kompanijom Etihad Crystal Cargo koja se bavi istom djelatnošću. Za europsko tržište otvoren je ured u Londonu. Nakon pet godina djelovanja u regiji, Maximus Air Cargo je postao uspješan i najveći teretni prijevoznik u UAE-u.
Maximus u svojoj floti raspolaže sa sovjetskim teretnim zrakoplovima Antonov An-124 i Iljušin Il-76. Korištenjem Antonova, Maximus Air može ponuditi usluge transporta velikog tereta. Tako su primjerice 8. srpnja 2010. afgaškim zračnim snagama dostavljena dva transportna helikoptera Mi-17.
U lipnju 2013. tvrtka je prizemljila pet postojećih Airbusa A300-600F zbog rezanja troškova i restrukturiranja tvrtke u vremenima koja dolaze.

## Vanjske poveznice
- Službena web stranica avio prijevoznika